# Érzelmek tengerében
Az Istenek és szörnyetegek, magyar DVD-címén Érzelmek tengerében (eredeti cím: Gods and Monsters) egy 1998-ban bemutatott, Oscar-díjas életrajzi dráma Ian McKellennel és Brendan Fraserrel a főszerepben. A film Chrisopher Bram Father of Frankeinstein című művén alapszik, mely részben James Whale rendező életrajzi elemeire épül, a kertész alakja azonban kitalált szereplő.

## Történet
|  | Alább a cselekmény részletei következnek! |

James Whale (McKellen), a Frankeinstein és a Frankenstein menyasszonya című filmek rendezője elvonultan él birtokán. Az idős férfit többször is szélütés érte, ami miatt megrendült az egészsége. A homoszexuális Whale egyre többet gondol a múltjára, szegény gyermekkorára, az első világháborúra, a filmjei forgatására. Tudja, hogy élete vége felé közeledik, emiatt súlyos depressziótól is szenved.
Whale összebarátkozik a kertésszel, Clayton Boone-al (Fraser), és megkéri a férfit, hogy álljon modellt a rajzaihoz. A két férfi gyakran beszélget és közelebb kerülnek egymáshoz. Egyik alkalommal az idegileg már legyengült Whale megkéri Boone-t, hogy álljon neki meztelenül modellt, majd amikor Boone megteszi, az idős rendező megpróbál szexuálisan közeledni hozzá, ami haragra gerjeszti a heteroszexuális beállítottságú Claytont. Whale elismeri, hogy szándékosan akarta felbőszíteni Boone-t, reménykedve hogy a férfi haragjában megöli és ezzel véget vet szenvedéseinek. Boone nem hajlandó megtenni, amire Whale kéri. Másnap reggel az idős rendezőt holtan találják a medencében, a házvezetőnője pedig megtalálja a búcsúlevelét.

## Szereplők
| Színész           | Szerep        | Magyar hang    |
| ----------------- | ------------- | -------------- |
| Ian McKellen      | James Whale   | Papp János     |
| Brendan Fraser    | Clayton Boone | Varga Gábor    |
| Lynn Redgrave     | Hanna         | Bókai Mária    |
| Lolita Davidovich | Betty         | Szitás Barbara |
| Kevin J. O'Connor | Harry         | Bordás János   |

## Díjak és jelölések
- Oscar-díj
  - 1999 díj: legjobb adaptált forgatókönyv – Bill Condon
  - 1999 jelölés: legjobb férfi főszereplő – Ian McKellen
  - 1999 jelölés: legjobb női mellékszereplő - Lynn Redgrave
- Golden Globe-díj
  - 1999 díj: legjobb női mellékszereplő – Lynn Redgrave